# NGC 969
NGC 969 je galaksija u zviježđu Trokut.

## Vanjske poveznice
- SEDS: NGC 969